# Juncus rechingeri
Juncus rechingeri là một loài thực vật có hoa trong họ Juncaceae. Loài này được Snogerup mô tả khoa học đầu tiên năm 1971.